# Harry Greenberg
 (octobre 2021).
Harry "Big Greenie" Greenberg (1909 - 22 novembre 1939) est un gangster américain, associé et ami d'enfance de Benjamin "Bugsy" Siegel, et un employé de Charlie "Lucky" Luciano et Meyer Lansky.

## Biographie
Harry Greenberg est né à Brooklyn, New York en 1909 de parents juifs. C'est dans les rues de New York qu'il a rencontré Bugsy Siegel et le chef de Murder, Inc,Lepke Buchalter.
Sa première arrestation connue a eu lieu en septembre 1927 pour la noyade de Benjamin Goldstein ; il a été arrêté avec deux autres criminels de bas niveau nommés Joseph Lefkowitz et Irving Rubinzahl. Greenberg a été acquitté.
Le 22 novembre 1939, Greenberg a été assassiné par la famille Lucchese, Bugsy Siegel, Whitey Krakow et Lucchese Frankie Carbo.